# La Manufacture de Théâtre
La Manufacture de Théâtre a été un lieu de création théâtrale et d'accueil de compagnies professionnelles indépendantes, implanté 35 rue de Flavigny à Saint-Quentin. 
Fondée au cours de la saison 1993/1994 par la Compagnie Derniers Détails, une compagnie professionnelle en convention avec cette Ville de 1989 à 1998.
Le bilan de son action peut s'inscrire dans l'histoire de la décentralisation théâtrale : « En évitant élitisme et démagogie, le théâtre de la Manufacture a proposé cette saison 7 spectacles, alternant Molière et Xavier Durringer, Agatha Christie et Yoland Simon. L'expérience que poursuivent avec enthousiasme Didier Perrier et Jean Michel Paris, prouve assez que le spectacle vivant a encore sa place, même loin du circuit officiel et de ses pompes ».
Outre son soutien aux auteurs contemporains (Yoland Simon, Václav Havel, Eduardo De Filippo, Jean-Paul Sartre, Joe Orton, etc.), de soutien aux compagnies indépendantes (Patrick Verschueren, Renata Scant, Carole Thibaut, Bernard Habermeyer), la Compagnie Derniers Détails a développé un partenariat artistique avec des établissements scolaires de la région Picardie, avec des compagnies régionales et des ateliers de théâtre amateur.

## Histoire
L’histoire du Théâtre de la Manufacture de Saint-Quentin commence au cours de la saison 1993/94, avant que l’équipe de Derniers Détails ne quitte le faubourg d’Isle (salle Foucauld) pour le quartier Saint-Jean.
À partir de 1988, la Compagnie Derniers Détails et la Ville de Saint-Quentin deviennent partenaires:
- 1988 : Théodore le grondeur d’après Carlo Goldoni, mise en scène de Didier Perrier, traduction et adaptation d'Antoine Charavay.

Création à l’automne 1988 coproduite par la Ville de Saint-Quentin, le Conseil Régional de Picardie et le Nouveau Théâtre Mouffetard de Paris. 
- 1989 : Boule d’Ogre d'Antoine Charavay [3], mise en scène de Didier Perrier.

1re création à l’automne 1989 dans le cadre de la 1re convention d’implantation de 3 ans. 
Cette création Jeune public sera présentée au Festival d’Avignon 1990 puis en tournée en France et en Afrique (Festival de théâtre jeune public du Zaïre, en Guinée, Benin, Togo, Mali, Sénégal, Burkina Faso, Tchad et Côte d’Ivoire)

## Partenaires institutionnels
- Ville de Saint-Quentin
- Conseil Régional de Picardie
- Comédie de Picardie
- Conseil Général de l'Aisne
- Nouveau Théâtre Mouffetard
- Ministère de la Culture (Drac de Picardie)
- Ministère de l'Éducation (Rectorat d'Amiens)
- ADAMI, Société civile pour l'administration des droits des artistes et musiciens interprètes.

## Acteurs des créations de la Compagnie Derniers Détails
Gérard Abéla, Hervé Adgnot, Anne Alexandre, Isabelle Andréani, Georges Beauvilliers, Stéphanie Bégon, Nathalie Bigorre, Dominique Bouché, Alain Bouzigues, Anne Buffet, Dominique Chagnaud, Francine Chevalier, Maurice Chevit, Christophe Deslandes, David Eguren, Yvette Ferréol, Stéphane Frendo, Christelle Frigout, Jean Paul Galy, Catherine Hauseux, Stéphane Höhn, Jahn Thierry, Louis Lefevre, Yves Marcon, Pierre Meunier, Thierry Murzeau, Frankie Pain, Jean Michel Paris, Didier Perrier, Catherine Pinet, Gérard Probst, Michel Prudhomme, Bruno Pullano, Agnès Renaud, Jacques Roerich, Marie-Noëlle Rosbec, Geneviève Taillade, Charlie Windelschmidt.

## Les six premières saisons
1993/94 
- 1993 : Huis clos de Jean-Paul Sartre m.e.s. Didier Perrier, avec Hervé Adgnot, Dominique Chagnaud, Dominique Bouché, Jean Michel Paris (création Derniers Détails).
- 1993 : Nouvelles de l’enfer anthologie de Jean Michel Paris, avec Benoit Bar et Jean Michel Paris (création Derniers Détails).
- 1994 : La magie du conte  de Lily Boulay (théâtre La Mascara)
- 1994 : Belles histoires du rat conteur de Lily Boulay (théâtre La Mascara)
- 1994 : Chute libre de Yoland Simon (théâtre de l’Ephéméride) avec Patrick Verschueren, acteur et metteur en scène.
- 1994 : Le Locataire de Joe Orton, régie Didier Perrier, avec Hervé Adgnot, Dominique Chagnaud, Louis Lefèvre, Jean Michel Paris (création Derniers Détails).
- 1994 : Les acteurs de bonne foi et La Colonie  de Marivaux (atelier collège d’Harly)

1994/95
- 1994 : Solo…S  de et avec Dominique Sarrazin (théâtre de La Découverte)
- 1994 : Céline d’après Ferdinand Céline de et avec André Dunand (compagnie Dix contre Un)
- 1994 : Le médecin malgré lui de Molière (création Derniers Détails)
- 1994 : Turtle soup de Charles Lee et S. Pechberty (La Cour blanche)
- 1995 : Huis clos de Jean Paul Sartre (reprise Derniers Détails)
- 1995 : Bal Trap de Xavier Durringer (création Derniers Détails)
- 1995 : La boum d’après un canevas de Jean Michel Paris (atelier collège d’Harly)

1995/96
- 1995 : Le Horla d’après Maupassant (compagnie du Loup)
- 1995 : Tombeau pour Boris Davidovitch d’après Danilo Kis (théâtre de l’Ephéméride)
- 1995 : Les fourberies de Scapin de Molière (création Derniers Détails)
- 1995 : Ma chance et ma chanson de Georges Neveux (atelier collège d’Harly)
- 1996 : Bal Trap de Xavier Durringer (reprise Derniers Détails)
- 1996 : Dix petits nègres d’après Agatha Christie (compagnie Renata Scant)
- 1996 : Couleur de cerne et de lilas de Yoland Simon (création Derniers Détails)
- 1996 : Le médecin malgré lui  de Molière (reprise Derniers Détails)

1996/97
- 1996 : Parlez moi d’amour d’après Durringer et Bonal (atelier Don Quichotte)
- 1996 : Mademoiselle Julie d’August Strindberg (compagnie Sambre)
- 1996 : Amok  de Stefan Zweig (compagnie du Loup)
- 1996 : Le jeu de l’amour et du hasard de Marivaux (création Derniers Détails)
- 1996 : Portrait de famille de Denise Bonal (théâtre de l’Alambic)
- 1996 : Bal Trap de Xavier Durringer (reprise Derniers Détails)
- 1997 : Poil de Carotte de Jules Renard (théâtre de l’Emergence)
- 1997 : Sarah et le cri de la langouste de John Murrell (création Derniers Détails)
- 1997 : Tu me plais de Jean Michel Paris (création Derniers Détails)
- 1997 : La poudre aux yeux de Labiche et Les précieuses ridicules de Molière (atelier collège d’Harly)

1997/98
- 1997 : Monsieur Badin de Courteline (création Derniers Détails)
- 1997 : Flashback d’après Saint-Exupéry (atelier Don Quichotte)
- 1997 : La force de tuer de Lars Noren (théâtre Octobre)
- 1997 : Café littéraire textes de Châteaureynaud et Apollinaire (création Derniers Détails)
- 1997 : Liaison dangereuse d’après Choderlos de Laclos (compagnie Sambre)
- 1997 : Un peu perdus d’après Pierre Bourdieu (théâtre La Découverte)
- 1997 : Vu du pont d’Arthur Miller (création Derniers Détails)
- 1998 : Lou d’après Guillaume Apollinaire (compagnie Appel d’air)
- 1998 : Monsieur Badin de Courteline, Audience de Vaclav Havel (création Derniers Détails)
- 1998 : Bal Trap de Xavier Durringer (reprise Derniers Détails)
- 1998 : Sarah et le cri de la langouste de John Murrell (reprise Derniers Détails)
- 1998 : Le jeu de l’amour et du hasard de Marivaux (création Derniers Détails)
- 1998 : Tombeau pour Boris Davidovitch d’après Danilo Kis (théâtre de l’Ephéméride)
- 1998 : Peine pour Malvina de Mirko Kovač (théâtre de l’Ephéméride)
- 1998 : Le bonheur est une idée neuve de Jordan Plevnes (théâtre de l’Ephéméride)
- 1998 : Le voyage de Bernard Habermeyer (théâtre de l’Emergence)
- 1998 : La peur des coups de Courteline, Le plaisir de rompre de Jules Renard (création Derniers Détails)

1998/99  
La Compagnie Derniers Détails est, depuis juin 1998, constituée de La Bigarrure et de L’Echappée
- 1998 : Pour le meilleur et pour le pire d’après Durringer et Bonal (atelier Don Quichotte)
- 1998 : Polska de Henry Dubos (theatre Musical coulisses)
- 1998 : L’avare  de Molière (compagnie Andréani)
- 1998 : George Dandin de Molière (création l’Echappée et Appel d’air)
- 1999 : Oncle Vania d’Anton Tchekhov (theatre du jeudi)
- 1999 : Belles amours spectacle musical (Les Délices champêtres)
- 1999 : La pétillante soubrette de Goldoni (Le Coiffé théâtre)
- 1999 : Ça va faire des histoires anthologie de Jean Michel Paris (création La Bigarrure)
- 1999 : Jacques  Prévert  de Jacques Prévert (Jean-Paul Schintu)
- 1999 : Autour de Médé(e) de Gérald Dumont (théâtre K)